# Theristus (D.) conicum
Theristus (D.) conicum är en rundmaskart. Theristus (D.) conicum ingår i släktet Theristus, och familjen Monhysteridae. Arten är reproducerande i Sverige.